# Bradysia zingiberis
Bradysia zingiberis är en tvåvingeart som först beskrevs av Mitsuhiro Sasakawa 1985.  Bradysia zingiberis ingår i släktet Bradysia och familjen sorgmyggor. Inga underarter finns listade i Catalogue of Life.